# 都硕淖尔
都硕淖尔（又名哈尔呼舒哈嘎）是位于中国内蒙古自治区通辽市科尔沁左翼中旗的一个湖泊。其具体位置约为东经121°28′，北纬44°21′，珠日和牧场北面。湖面海拔195米，面积约3平方公里，为淡水湖，主要沉积物为天然碱。都硕来自蒙古语，意为背靠山的湖，因附近有哈日胡硕山而得名。